# Tenuisa
Tenuisa Wang, 2007 es un género de Tracheophyta perteneciente a la subdivisión Euphyllophyta. Los restos fósiles de la única especie conocida en el género, Tenuisa frasniana Wang, 2007, fueron hallados en un yacimiento de la Formación Yunligong en rocas datadas en finales del periodo Frasniense del Devónico superior en las proximidades de la  localidad de Lianhua, Distrito de Changsha, Provincia de Hunan (China).
Los dos fósiles conocidos de Tenuisa frasniana, correspondientes con probabilidad a un mismo organismo, son dos ejes fértiles caracterizados por la presencia de unidades fértiles en inserción distiquia y patrón de crecimiento pseudomonopodial. Las unidades fértiles están formadas por ramificaciones de hasta cuatro órdenes, las últimas de las cuales portan en su extremo una serie de esporangios fusiformes pareados con un largo pedicelo y estructuras estériles dicótomas.

## Descripción
Los restos fósiles del género Tenuisa conocidos en la actualidad se corresponden a dos ramificaciones portadoras de estructuras reproductivas, una de mayor tamaño que otra. Estos ejes principales se encuentran característicamente desnudos, sin espinas ni emergencias, y poseen entre 0,2 y 1 mm de diámetro y una longitud máxima conservada de 58 mm. Ambos ejes se encuentran truncados por la base y el ápice por lo que su longitud total, el porte general de la planta y su sistema radicular son desconocidos. Los ejes principales portan las unidades fértiles, unas estructuras formadas por entre dos y cuatro órdenes de ramificación portadoras de gran cantidad de esporangios terminales y de unidades estériles. Las ramificaciones laterales fértiles poseen un crecimiento pseudomonopodial con divisiones de inserción dística que tiene lugar en ángulos de entre 45° y 90°. Aparecen en el tallo principal formando entrenudos cada aproximadamente 17,7 mm en el mayor de los fósiles, aunque en el ejemplar más pequeño esta distancia es menor. En las zonas basales de las estructuras reproductivas las ramificaciones fértiles aparecen en inserción subopuesta mientras que en las zonas apicales lo hacen en inserción alterna e isótoma. A partir del eje principal las ramificaciones sucesivas disminuyen su diámetro de forma más o menos constante según los ejemplares. De este modo las ramificaciones de primer orden poseen alrededor de 0,4 mm de diámetro y entre 2,1 y 12,3 mm de longitud, las de segundo orden 0,3 mm de diámetro y 1,3 a 3,8 mm de longitud, las de tercer orden 0,2 mm de diámetro y entre 1 y 2,9 mm de longitud y las de cuarto orden 0,1 mm de diámetro y entre 0,8 y 1,6 mm de longitud. La morfología general que muestran es la de una densa red tridimensional de ejes similar al que presenta el género Pertica.
En el extremo de las ramificaciones de cuarto orden aparecen entre 16 y 32 esporangios de dehiscencia desconocida en inserción apical. Estos esporangios aparecen siempre pareados, con un largo pedúnculo o pedicelo de unión a la ramificación. La pared celular de los esporangios se encuentra finamente estriada por la presencia de células epiteliales alargadas. La morfología de estos órganos es fusiforme con dimensiones muy variables, entre 0,9 y 1,6 mm de longitud y aproximadamente 0,5 mm de grosor. Los pedicelos observados son largos comparados con los presentes en otras especies coetáneas y tienen entre 0,3 y 0,7 mm de longitud y 0,1 mm de grosor. En algunos ejemplares, junto a los esporangios pedicelados aparecen unas unidades terminales estériles formadas por un par de ejes cortos, de entre 0,3 y 0,6 mm, curvados opuestamente. Se desconoce si la planta poseía ramificaciones completamente estériles aunque según los modelos conocidos en otros vegetales de existir estas debieron tener una morfología general idéntica a las fértiles. En este caso en el extremo de las ramificaciones de cuarto orden aparecerían únicamente unidades terminales curvadas.

## Distribución y hábitat
Los fósiles de la especie Tenusia frasniana proceden de un yacimiento correspondiente a la Formación Yunligong situado entre las localidades de Changsha y Lianhua en la provincia de Hunan, China. Los estratos del horizonte 9, en el que aparecieron los restos están formados por limonita de estructura pelítica y color blanca a grisácea. Tanto en el suelo como el techo del estrato aparecen fósiles de organismos marinos, peces y principalmente braquiópodos correspondientes a los géneros Atrypa, Cyrtospirifer y Spinatrypa. Estos organismos han permitido la datación del estrato en el periodo Fameniense al tiempo que indican que el lugar original de depósito de sedimentos fue un ecosistema de transición entre la facies terrestre y marina.

## Taxonomía
Etimológicamente el nombre de género, Tenusia  procede de la palabra latina tenuis «estrecho o angosto» en referencia a los delgados ejes que presentan sus fósiles mientras que el epíteto específico, frasniana, hace referencia al periodo Frasniense, en el que está datada la especie.
El género Tenusia comparte características con varios representantes del clado Trimerophyta del Pragiense al Eifeliense, del Devónico temprano al Devónico Medio, especialmente con los tres géneros principales, Psilophyton, Pertica y Trimerophyton. Philophyton posee, como Tenusia, un eje principal con porte pseudomonopodial, y la presencia de unidades fértiles distiquias en organización tridimensional. Psilophyton, sin embargo, no muestra crecimiento pseudomonopodial en las unidades reproductivas, que dividen dicótomamente. Las ramificaciones de Psilophyton a su vez tienen lugar en patrón alterno o helicoidal. Pertica por su parte tiene unidades fértiles insertadas subopuestamente y crecimiento pseudomonopodial pero estas se insertan helicoidalmente en el eje principal y los esporangios son sésiles y de mayor tamaño que en Tenusia. Trimerophyton posee ejes secundarios que trifurcan y se encuentran insertados en patrón helicoidal. La adscripción de Tenusia al clado Trimerophyta no es consistente con las pruebas suministradas por el registro paleontológico aunque varios de los caracteres que comparte con sus representantes indican cierto grado de filiación. Considerando el temprano origen de este género es posible que forme parte del grupo basal que dio origen al clado. Hasta que pueda conocerse la anatomía del cilindro vascular de Tenusia, elemento clave para su clasificación, únicamente puede situarse dentro de la subdivisión Euphyllophyta.